# بطارية بلايد لبي واي دي

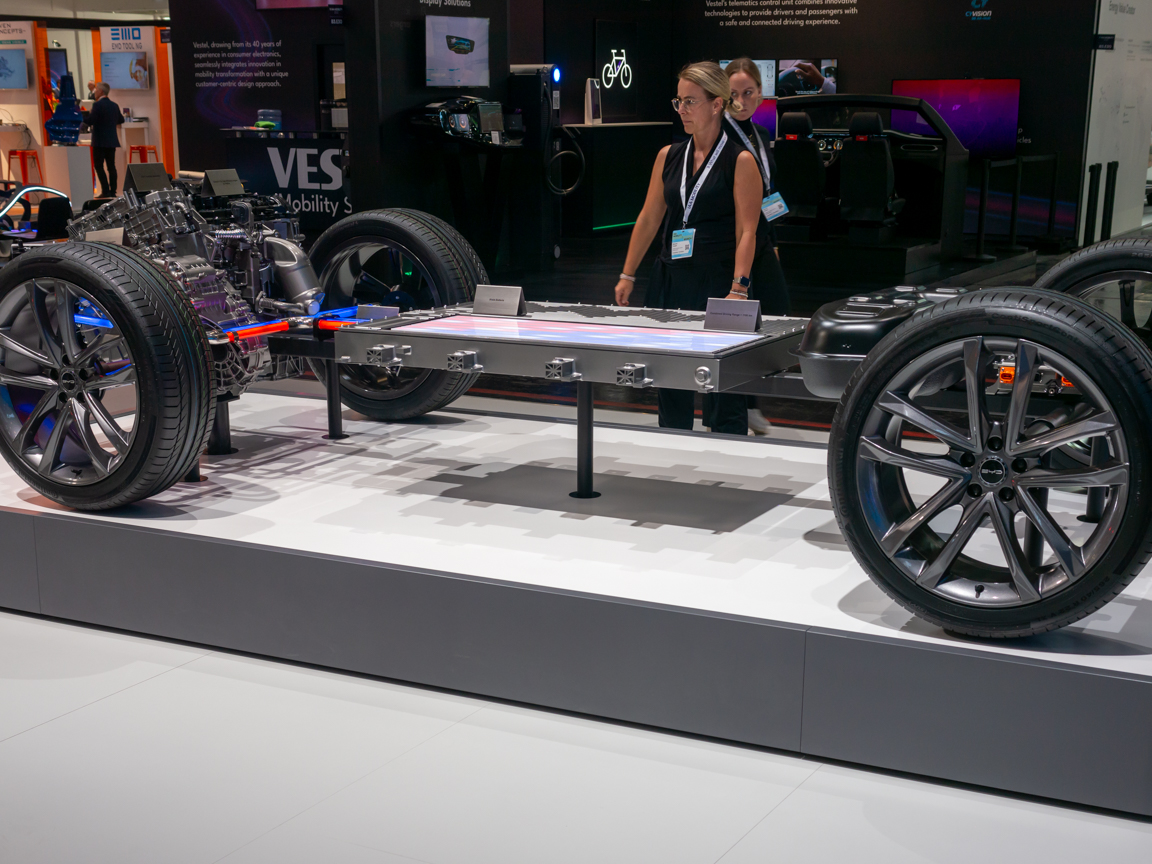
عُرضت مجموعات بطاريات بلايد في معرض ألمانيا الدولي للسيارات لعام 2023، ألمانيا

بطارية بلايد من بي واي دي هي بطارية فوسفات الحديد والليثيوم (LFP) للمركبات الكهربائية، صُممت وصُنعت بواسطة شركة فيندريمز باتري، وهي شركة تابعة لشركة التصنيع الصينية بي واي دي.
اُطلقت بطارية بلايد رسميًا بواسطة بي واي دي في عام 2020. وتدعي بي واي دي أنه بالمقارنة مع بطاريات الليثيوم الثلاثية وبطاريات فوسفات الحديد والليثيوم التقليدية، فإن بطارية بلايد تتمتع بمزايا في السلامة والمدى وعمر الخدمة والقوة والطاقة.

## المواصفات

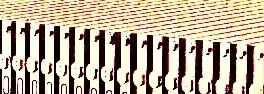
رسم توضيحي للشفرات في حزمة بطارية LFP للشفرة

بطارية بلايد هي في الغالب بطارية أحادية الخلية يبلغ طولها 96 سنتيمترًا (37.8 بوصة) وعرضها 9 سنتيمترات (3.5 بوصة) بتصميم خاص، والتي يمكن وضعها في مصفوفة وإدخالها في حزمة بطارية مثل الشفرة. وهي مصنوعة بأطوال وسماكات مختلفة. تزداد نسبة استغلال المساحة في حزمة البطارية بأكثر من 50% مقارنة بمعظم بطاريات فوسفات الحديد الليثيوم التقليدية ذات القوالب.

## السلامة
تؤكد بي واي دي أن بطارية بلايد اجتازت اختبار اختراق المسمار دون انبعاث دخان أو حريق، حيث لم تتجاوز درجة حرارة سطحها 60 درجة مئوية. بالإضافة إلى ذلك، لم تُظهر البطارية أي علامات للحريق أو الانفجار عند تعرضها لاختبارات قاسية أخرى كالسحق والانحناء والتسخين حتى 300 درجة مئوية والشحن الزائد بنسبة 260%.
تدعي بي واي دي أن "المركبات الكهربائية المجهزة ببطارية بلايد ستكون أقل عرضة للاشتعال بكثير - حتى عندما تتعرض لأضرار جسيمة".
في يوليو 2021، اُجري اختبار تصادم في الصين (اختبار تصادم سيارة بسيارة) لسيارة بي واي دي هان اي في المزودة ببطاريات بلايد ضد سيارة أركفوكس ألفا-إس. بعد حوالي 48 ساعة من الاختبار، بدأت سيارة بي واي دي هان في إخراج دخان واشتعلت فيها النيران كما يُزعم. جادلت بي واي دي بأن الحريق نجم عن سوء استخدام سائل تبريد البطارية. على وجه التحديد، حُدد سائل التبريد "الأحمر" المستخدم على أنه موصل للكهرباء، مما تسبب في تفاعل إضافي عندما تضررت بطارية بلايد والأسلاك. سائل تبريد البطارية القياسي المستخدم في هان هو "أرجواني"، وهو غير موصل. ذكرت بي واي دي أيضًا أن الاختبار "غير سائد وغير موثوق وغير مطابق لمعايير الصناعة"، وتتمنى من وسائل الإعلام التواصل مع الشركة لفهم مواصفات السيارة قبل الاختبار للحصول على نتيجة أكثر موضوعية وعقلانية.

## روابط خارجية
- Inside BYD's ultra-safe Blade Battery factory, by BYD على يوتيوب